# Lampides kondulana
Lampides kondulana är en fjärilsart som beskrevs av Felder 1862. Lampides kondulana ingår i släktet Lampides och familjen juvelvingar. Inga underarter finns listade i Catalogue of Life.